# Argyreuptychia proba
Argyreuptychia proba är en fjärilsart som beskrevs av Gustav Weymer 1911. Argyreuptychia proba ingår i släktet Argyreuptychia och familjen praktfjärilar. Inga underarter finns listade i Catalogue of Life.